# Acarodynerus propodealaris
Acarodynerus propodealaris är en stekelart som beskrevs av Giordani Soika 1961. Acarodynerus propodealaris ingår i släktet Acarodynerus och familjen Eumenidae. Inga underarter finns listade i Catalogue of Life.